# Avril Doyle
Avril Doyle (* 18. April 1949 in Dublin als Avril Belton) ist eine irische Politikerin. Von 1999 bis 2009 war sie eines der drei Mitglieder des Europäischen Parlaments für den Wahlkreis Ostirland. Doyle gehört der Fine Gael an. 

## Leben
Avril Doyle wurde 1949 als Tochter des Politikers Richard Belton geboren. Sie studierte Biochemie am University College Dublin und erhielt dort 1971 ihren Bachelor of Science. Von 1974 bis 1995 war sie Mitglied des Grafschaftsrates des County Wexford sowie von 1976 bis 1977 Bürgermeisterin von Wexford. Sie saß zudem von 1982 bis 1989 sowie von 1992 bis 1997 im Dáil Éireann, dem Unterhaus des irischen Parlaments. Dort bekleidete sie diverse Posten als Staatsminister. In den Jahren von 1989 bis 1992 sowie von 1997 bis 2002 gehörte Doyle dem Seanad Éireann, dem Oberhaus des irischen Parlaments, an.
1999 wurde sie in das Europäische Parlament gewählt und trat 2004 erfolgreich zur Wiederwahl an. Im Europäischen Parlament gehört sie der Fraktion der Europäischen Volkspartei und Europäischer Demokraten an und war Mitglied deren Vorstandes. Ab 2007 war sie zudem stellvertretende Vorsitzende des Fischereiausschusses. Bei der Europawahl 2009 verzichtete Doyle auf eine erneute Kandidatur.